# Husn Banu Ghazanfar
Husn Banu Ghazanfar ( en darí: حسن بانو غضنفر‎   ), ( Balkh, 1 de febrero de 1957) es una política de Afganistán, anteriormente Ministra de Asuntos de la Mujer.Además de escritora, poeta y oradora.

## Trayectoria
Husn Banu Ghazanfar de etnia uzbeka, habla con fluidez dari (persa), pashto, uzbeko, ruso, y sabe un poco de turco e inglés. Se graduó de la escuela secundaria Sultan Razia en Mazar-e-Sharif y obtuvo su licenciatura y maestría en Literatura y Sociología de Stavropol. Alrededor de 1983 participó en el programa de la Facultad de Literatura de la Universidad de Kabul. Aproximadamente dos años después, fue a Petersburgo, Rusia, para obtener su doctorado en Filología. 
En 2003, fue nombrada directora de la Facultad de Letras. En julio de 2006, Ghazanfar recibió el voto de confianza de la Asamblea Nacional de Afganistán (Parlamento) para convertirse en Ministra de Asuntos de la Mujer desde julio de 2006 hasta 2015. También ha trabajado como:
- Miembro del Consejo Superior del Ministerio de Educación Superior
- Miembro de la Asociación Internacional de Mujeres de Esperanto
- Miembro de la Asociación Internacional de Turk Zabanan
- Miembro de la Junta Directiva de la Asociación Hakim Nasir Khisro Balkhi.

Husn Banu Ghazanfar anunció el 15 de febrero de 2011 que su ministerio planeaba quitar el control de los refugios para mujeres en Afganistán a varias organizaciones no gubernamentales internacionales y entregarlos al ministerio. Más tarde se retiró la demanda y en su lugar se decidió constituir una comisión paritaria sobre el tema.
Ha escrito varios artículos científicos y ensayos, que han sido publicados en periódicos nacionales e internacionales. También es poeta y escribe obras de literatura, el libro Self Realization fue traducido por ella.
Sus libros son: 
- El destino humano.
- Depredaciones en el siglo XXI.
- Los secretos de la belleza y Atracción.